# V boj idut odni «stariki»
V boj idut odni «stariki» (В бой идут одни «старики») è un film sovietico del 1973 diretto da Leonid Bykov, che racconta anche con ironia la vita, tra atti d'eroismo, paura e amore, di una squadriglia di piloti da caccia durante l'estate del 1943, mentre è in corso l'offensiva del Dnepr per la liberazione dell'Ucraina dai tedeschi invasori. In battaglia vanno solo i «vecchi» – come recita il titolo tradotto in italiano – analizza, in particolare, il rapporto protettivo che si instaura tra i piloti d'esperienza e le giovani leve, le cui vite si cerca di salvare procrastinandone, finché possibile, l'ingresso in battaglia.

## Trama
Estate 1943, durante la battaglia sul Dnepr. La seconda squadriglia dei piloti da caccia del Reggimento aereo delle Guardie torna alla base da una missione senza il suo comandante: il capitano Titarenko. Col passare del tempo, poiché sono trascorse le quaranta ore di autonomia del serbatoio, i commilitoni si convincono che sia accaduto il peggio. L'unico a sperare è Makaryč, il suo meccanico, che resta ad aspettare. Ed ecco che Titarenko torna a bordo di un Messerschmitt Bf 109. Si scopre che il capitano è stato abbattuto in campo nemico e che la fanteria sovietica, in fase di avanzamento, lo ha salvato, donandogli infine come "trofeo" il caccia della Luftwaffe.
Il giorno successivo giungono le nuove reclute da assegnare alle varie squadriglie. Il tenente Aleksandrov, i sottotenenti Ščedronov e Sagdullaev, chiedono espressamente di far parte della seconda squadriglia, che ha una certa fama, e Titarenko si affretta a interrogarli per saggiarne le competenze musicali. La squadriglia da lui comandata è infatti nota come "Cantante", tutti i suoi membri sono musicisti dilettanti i quali, quando le necessità della guerra lo consentono, danno vita a un'orchestrina amatoriale diretta dallo stesso Titarenko, soprannominato perciò "Maestro". Ščedronov lo conquista cantando Smugljanka e ottiene questo soprannome, ma in seguito si esibirà con la grancassa, mentre l'uzbeko Sagdullaev sa suonare il dutar. Il solo Aleksandrov, ragazzo scanzonato e non ancora diciottenne, pare non capire quale importanza possa avere la musica per un pilota di caccia e ribatte di essere venuto a combattere e non per entrare nella Filarmonica, e ciò nonostante anche lui è assegnato alla seconda squadriglia.
Poco dopo i veterani decollano per intercettare un gruppo di bombardieri tedeschi al grido di "È abbastanza alla tua età" rivolto alle reclute, ancora ritenute non in grado di affrontare i tedeschi, avendo fatto alla scuola di Orenburg un corso di volo accelerato e incompleto. 
Tornano tutti sani e salvi, tuttavia il Maestro è furioso con il primo tenente Skvorcov, il suo braccio destro che pilota l'aereo di scorta, perché ancora una volta ha lasciato la battaglia in atto e senza permesso. Nel corso di un confronto chiarificatore, Skvorcov rivela al suo capitano che a Kursk è sopravvissuto a stento a un rendez-vous con un asso tedesco e di avere da allora una paura inconscia dei duelli aerei. Mortificato, Skvorcov chiede di essere destinato alla fanteria, ma Titarenko non ne ha per nulla l'intenzione e vuole dare un'altra possibilità al suo amico.
Tra una sortita e l'altra, la seconda squadriglia prova i numeri musicali; ad Aleksandrov, che con fare ciarliero aveva detto a Titarenko, il giorno della presentazione, di suonare l'arpa, è stato dato un tamburello, e lui addirittura comincia a dirigere la banda in vece del Maestro durante le prove.
Le reclute iniziano a fare i primi test di volo. Aleksandrov fa schiantare l'aereo durante l'atterraggio, ricevendo da Titarenko un aspro rimprovero, che lui però non prende sul serio e per tutta risposta si mette a catturare le cavallette sotto gli occhi sbalorditi del Maestro. Così Aleksandrov riceve dai compagni il nomignolo di "Cavalletta", e da Titarenko l'inibizione a volare a tempo indeterminato. 
Mentre il Maestro è fuori, alla base atterra per problemi tecnici un Polikarpov Po-2. Le due donne, la pilota Zoja e la sua navigatrice Maša, attirano immediatamente l'attenzione dei colleghi uomini. Sagdullaev si innamora a prima vista di Maša e subito viene battezzato "Romeo". Per omaggiarle, la banda del Maestro esegue uno spettacolino e canta Smugljanka. Maša non è indifferente a Sagdullaev.
Quando i nuovi, eccetto Cavalletta, sono pronti per la prima battaglia, Titarenko va in ricognizione a bordo del Messerschmitt e vede che i tedeschi hanno nascosto i carri armati con balle di fieno e sotto capannoni improvvisati. Sulla via del ritorno viene però colpito dalla fanteria sovietica, che lo ha scambiato per il nemico. Il povero Maestro è preso a pugni, pur mostrando di parlare un perfetto russo, e viene creduto solo quando reagisce, picchiando a sua volta e usando un linguaggio scurrile sconosciuto agli stranieri. Stavolta torna alla base in sella a un cavallo e, senza fissare lo sguardo su Makaryč, dice scherzando che non c'erano carri armati da portare come "trofeo". Ma guardando il meccanico negli occhi, comprende che qualcuno è morto: si tratta di Smugljanka, che ha fatto da navigatore a un superiore ed è stato abbattuto da un Focke-Wulf Fw 190.
Romeo, in visita alla base del 46º Reggimento, confessa il suo amore a Maša. Titarenko ha intanto preso la tessera del PCUS e riceve dal partito l'incarico di mostrare con l'esempio alle reclute, scosse dalla morte di Smugljanka, che gli assi tedeschi possono essere sconfitti. Il Maestro convoca i suoi e incarica Aleksandrov di scrivere una lettera in tedesco – e nello stile beffardo dei cosacchi dello Zaporož'e al sultano – per sfidare i nazisti a un duello aereo alla pari. Il Maestro prende per secondo Skvorcov e affronta i tedeschi. Rischiando la vita, fa credere all'amico che i comandi non gli rispondono e che non può difendersi dai tiri di mitragliatrice. Skvorcov non ha altra scelta che affrontare i suoi fantasmi, si sblocca e centra un aereo nemico. 
Poco dopo un aereo tedesco effettua un raid sull'accampamento; tutti, Titarenko compreso, corrono a ripararsi nelle trincee. Il solo Aleksandrov decolla sull'aereo del Maestro e abbatte l'incursore. Il giovane è acclamato come eroe e la sera, per festeggiare lo scampato pericolo, la seconda squadriglia si esibisce all'accampamento femminile. Skvorcov canta una famosa canzone d'amore ucraina, Nyč jaka mysjačna (Che chiaro di luna!), e il giorno successivo, colpito in missione, si lancia con l'aereo che va a fuoco sui mezzi corazzati tedeschi al grido di "Viviamo, ragazzi!". 
Il tempo passa, l'URSS è quasi liberata. Cavalletta e Romeo sono ora dei veterani e primi tenenti; Aleksandrov è il nuovo comandante della seconda squadriglia, mentre Sagdullaev ha sostituito Skvorcov e pilota l'aereo di scorta del Maestro, promosso al grado di maggiore e messo a capo del reggimento. Pochi minuti prima di effettuare una sortita, Romeo chiede a Titarenko di firmargli il permesso per sposare Maša. Titarenko acconsente non senza qualche perplessità. 
Romeo rientra gravemente ferito, pronuncia poche parole davanti a Titarenko, che è accorso, e muore. Resi gli onori a Romeo, il Maestro, Makaryč e Cavalletta si incamminano verso la base delle donne pilota per dare la tragica notizia a Maša, ma lungo la via Aleksandrov vede la tomba in cui la ragazza è sepolta assieme a Zoja. Cavalletta si allontana affranto, mentre il Maestro e il suo meccanico si siedono sul sepolcro e giurano di tornare, a guerra finita, con l'orchestra per suonare dall'inizio alla fine Smugljanka.

## Analisi critica

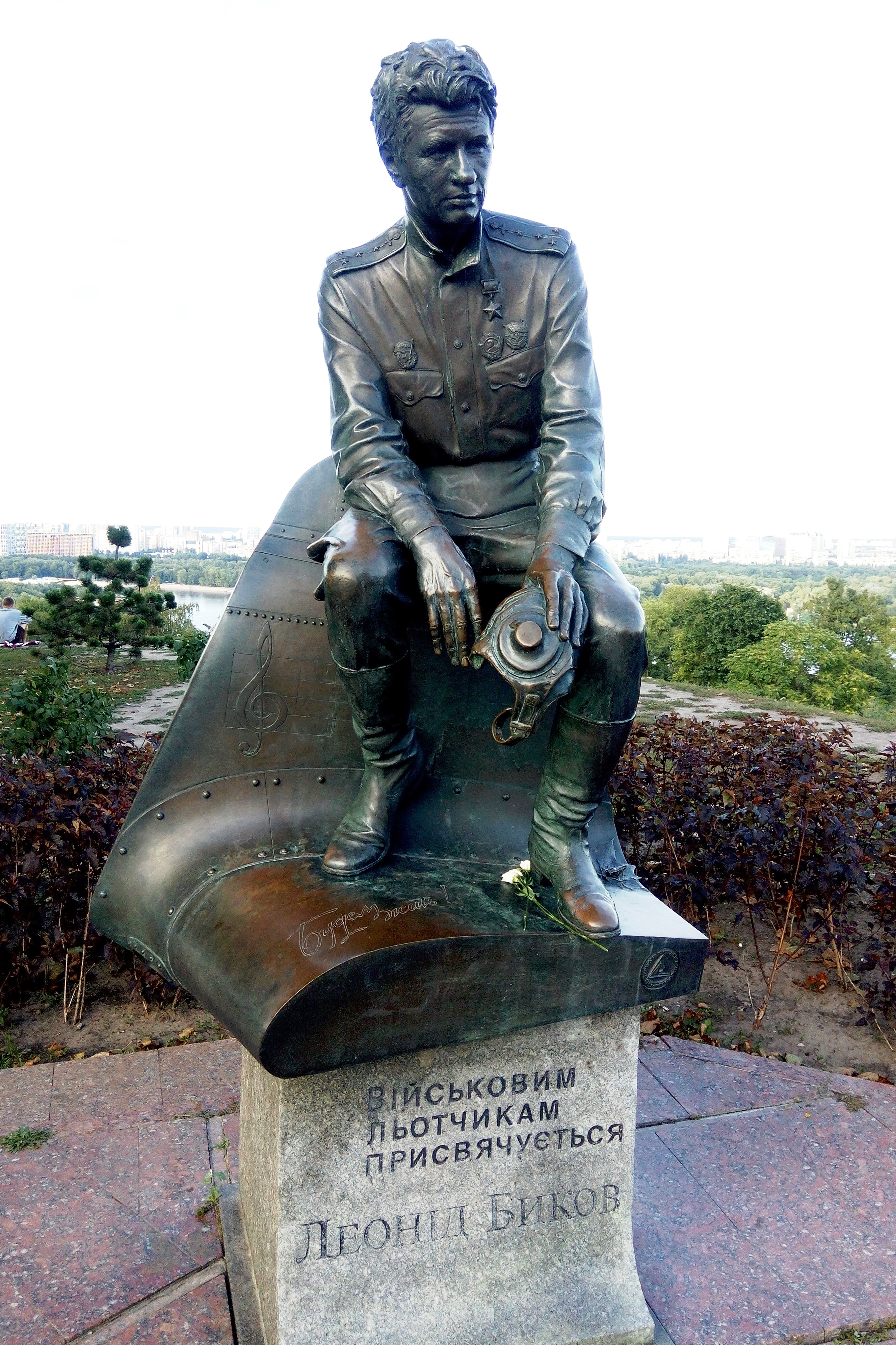
Monumento ai piloti militari, Kiev, 2001. Le fattezze del bronzo, come inciso nel granito, sono le stesse di Leonid Bykov, raffigurato nel ruolo iconico del capitano Titarenko

La  vicenda sembra essere il mosaico di tante storie diverse, storie di amici che hanno vissuto l'esperienza della guerra e la condividono tra loro, storie che si raccolgono intorno alla figura del protagonista, il capitano delle Guardie Aleksej Titarenko. Nel mosaico ci sono lampi di comicità e note musicali, il faceto abbraccia costantemente il tragico, di modo che il genere cui si può ascrivere il film è la «commedia musicale eroica». 
Scene di battaglia, non molte in verità, si alternano a bozzetti della vita quotidiana degli aviatori – appartenenti a diverse etnie – in prima linea. Tutto è già risaputo, visto, letto da qualche parte. E l'originalità non è lo scopo che Bykov regista si prefigge, il quale, anzi, più che sedurre con colpi di scena, o con un nuovo linguaggio cinematografico, si accontenta di muoversi nei territori della tradizione e non teme nemmeno di risultare troppo sentimentale. Alla fin fine il fascino della pellicola, la ragione della sua riuscita, risiede proprio nel fatto di saper parlare allo spettatore con semplicità e verità, di andare dritto al suo cuore e ai suoi ricordi. L'amore di Bykov per i personaggi non lo porta a esaltarne le qualità, egli cerca di restare distaccato, sobrio nella narrazione. Ma tale sobrietà, che Bykov adotta anche nella recitazione, forse priva di quella patina di solennità e imbattibilità che ci si aspetterebbe da un personaggio come Titarenko, sempre vittorioso, coraggioso e fortunato, non sottrae alla pellicola la sua carica emotiva. 
I piloti sanno che ogni giorno può essere l'ultimo, ed è tale consapevolezza a creare tra loro un legame fraterno di sangue, un legame che spinge i piloti esperti a custodire con cura la vita di chi è alle prime armi al grido che più di una volta risuona nel film: «La battaglia sarà terribile. Solo i "vecchi" vanno in battaglia!». Il film commuove per questa sua «riserva etica», che raggiunge forse il momento più alto con le parole pronunciate da Cavalletta in occasione dell'esibizione offerta dalla seconda squadriglia, in visita al reggimento femminile, alla vigilia della morte di Skvorcov: 
( Человечество должно когда-нибудь понять, что ненависть - разрушает. "В бой идут одни старики", su youtube.com. URL consultato il 12 aprile 2023.)